# 張紹先
張紹先（1585年12月25日—1666年10月27日），字善述，别号重光，直隸順德府鉅鹿縣民籍。明朝官员，同進士出身。

## 生平
万历三十一年（1603年）癸卯科順天府鄉試第九十八名舉人，四十四年（1616年）丙辰科进士，礼部觀政，初授泾阳知县，以考察降補良牧署丞，升户部四川司主事，升通政使司右参议，天啓七年七月升右通政，仍管右参议事，崇祯元年官至通政使，照旧管事。崇祯十一年（1638年），以病乞归。明亡入清，起為光禄寺卿。顺治五年（1648），升工部左侍郎。康熙五年（1666年）十月初一日卒，赠都察院右都御史，荫一子，祭葬如例。

## 家族
曾祖張弘業，巡檢。祖張汶，生員。父張爾德，壽官。母劉氏。兄紹祖，弟紹慶、紹芳。娶李氏，子卯科、應科、隨科。